# Jake Goldberg
Jacob „Jake“ Goldberg (* 7. Februar 1996 in New York) ist ein amerikanischer Schauspieler, der den Greg Feder in Kindsköpfe und Kindsköpfe 2 spielte.

## Leben
Goldberg besuchte die Horace Greeley High School in Chappaqua, New York. Zusammen mit seiner Familie, er hat zwei Schwestern, lebte er als Kind fünf Jahre in Israel. Seinen Abschluss machte er 2014 an der University of Colorado Boulder.
Nachdem Goldberg 2006 in dem Computeranimationsfilm Lucas, der Ameisenschreck drei kleinere Sprechrollen hatte, war er im selben Jahr als Synchronsprecher für die 3-D CGI-animierte Serie Backyardigans – Die Hinterhofzwerge tätig. Im Jahr 2008 trat er in einer Folge der 9. Staffel der Kriminalserie Law & Order: Special Victims Unit auf, 2009 war er in einer Folge der 3. Staffel der Comedyserie 30 Rock zu sehen. Nachdem Goldbergs Sprechrolle in Backyardigans – Die Hinterhofzwerge 2010 geendet hatte, übernahm er eine Rolle in der Filmkomödie Kindsköpfe (2010), dem Horrordrama Choose (2011), und Kindsköpfe 2 (2013).
Im Januar 2014 wurde Goldberg für seine Darstellung in Kindsköpfe 2, ebenso wie die anderen Darsteller des Films, für eine „Goldene Himbeere“ nominiert.

## Filmografie
- 2006: Lucas, der Ameisenschreck (The Ant Bully, Stimme)
- 2006–2010: Backyardigans – Die Hinterhofzwerge (Fernsehserie, 60 Folgen)
- 2008: Law & Order: Special Victims Unit (Fernsehserie, Folge: Unorthodox)
- 2009: 30 Rock (Fernsehserie, Folge: Jackie Jormp-Jomp)
- 2010: Kindsköpfe (Grown Ups)
- 2011: Choose
- 2013: Kindsköpfe 2 (Grown Ups 2)